# 十界
十界（じっかい）とは、天台宗の教義において、人間の心の全ての境地を十種に分類したもので、六道に声聞・縁覚・菩薩・仏の四を付加したものである。十界論、十方界あるいは十法界（じっぽうかい）とも言われる。天台教学の伝統を表した『仏祖統紀』巻50に出る。
地獄界・餓鬼界・畜生界・修羅界・人界・天界・声聞界・縁覚界・菩薩界・仏界に分類され、これらの総称が十界である。

## 六道（ろくどう）
六道とは、主に人間の内面において繰り返される（輪廻）世界を指す。
地獄界
あらゆる恐怖に苛まれた状態。地獄も参照。
餓鬼界
眼前の事象に固執する餓鬼の状態。
畜生界
動物的本能のままに行動する状態。食欲、睡眠欲、性欲、物欲、支配欲など、欲望のままに行動する状態を指す。
修羅界
会話を持たず「武力」をもって解決を目指す状態。日常的な喧嘩から国家間の戦争に至るまでの全般を指す。
人界
平常心である状態。だが、人間的な疑心暗鬼を指すともされる。
天界
諸々の「喜び」を感じる状態。主に瞬間的な喜びを指す。
また、
- 人間の忌むべき部分、地獄界・餓鬼界・畜生界の三種をもって三悪趣（三悪道とも）と括られる場合がある。
- 三悪趣に「修羅界」を加え四悪趣（しあくしゅ）とされる場合もある。
- 三悪道に対し、修羅界・人間界・天上界の三種を三善道ともいわれる。
- 四聖（後述）を悟界というのに対し、六道を迷界ともいう。

## 四聖（ししょう）
四聖とは、天台宗において六道輪廻に付加された4つの世界を指す。六道輪廻の教えが、インドの文化や宗教の伝統的な寓話的世界から成立し、仏教に取り入れられたのに対して、むしろ仏教的解釈の中から生まれた人間の精神状態や、仏教における覚りに関する教えといった意味合いが強い。この四聖を悟界（ごかい）という。最初の二つは「声聞」（しょうもん）と「縁覚」（えんがく）と呼ばれる小乗の「阿羅漢」による世界、次は大乗の「菩薩」による世界、そして最後はそれらを越える存在として、仏陀や諸仏を指す「如来」の世界を表している。
声聞界
仏法を学んでいる状態。仏法に限らず、哲学・文学・物理学、さらには大衆娯楽や子供の戯言に至るまで「学ぶ」状態を指す。
縁覚界
仏道に縁することで、自己の内面において自意識的な悟りに至った状態。仏界における「悟り」とは根本的に異なる。
菩薩界
仏の使いとして行動する状態。自己の意思はともかく「行動」そのものを指すとされる。
仏界
悟りを開いた状態。

## 十界図
十界における各界の相を描き、因果応報の理を示した図を「十界図」または「十法界図」と呼ぶ。例としては、インドの「五趣生死輪図」のほか「六道絵」などがある。